# Gongguoqiao Zhen
Gongguoqiao Zhen (kinesiska: 功果桥, 功果桥镇) är en köping i Kina. Den ligger i provinsen Yunnan, i den sydvästra delen av landet, omkring 360 kilometer väster om provinshuvudstaden Kunming.
Genomsnittlig årsnederbörd är 1 080 millimeter. Den regnigaste månaden är juli, med i genomsnitt 291 mm nederbörd, och den torraste är januari, med 7 mm nederbörd.